# حامول مظلي
حامول مظلي (الاسم العلمي:Cuscuta umbellata) هو نوع من النباتات يتبع جنس الحامول من الفصيلة المحمودية.